# Jocelyn Rae
Jocelyn Rae (* 20. Februar 1991 in Nottingham, England) ist eine ehemalige britische Tennisspielerin.

## Karriere
Bei den Commonwealth Games 2010 gewann sie mit Colin Fleming den Mixed-Wettbewerb im Tennis. Im Jahr darauf spielte sie erstmals für die britische Fed-Cup-Mannschaft; ihre bisherige Bilanz steht bei 6:3 Siegen.
Im Doppel erreichte sie 2009 und 2010 die zweite Runde der Wimbledon Championships. 2016 gelang ihr bei den Australian Open erstmals der Vorstoß ins Achtelfinale eines Grand-Slam-Turniers.
Am 14. Dezember 2017 gab sie ihr Karriereende bekannt.

## Turniersiege

### Einzel
| Nr. | Datum            | Turnier  | Kategorie   | Belag     | Finalgegnerin | Ergebnis |
| --- | ---------------- | -------- | ----------- | --------- | ------------- | -------- |
| 1.  | 18. Oktober 2009 | Mytilini | ITF $10.000 | Hartplatz | Jade Windley  | 6:2, 6:1 |

### Doppel
| Nr. | Datum              | Turnier           | Kategorie    | Belag             | Partnerin      | Finalgegnerinnen                        | Ergebnis          |
| --- | ------------------ | ----------------- | ------------ | ----------------- | -------------- | --------------------------------------- | ----------------- |
| 1.  | 15. September 2008 | Kawana Waters     | ITF $25.000  | Hartplatz         | Emelyn Starr   | Alexis Prousis Robin Stephenson         | 6:4, 4:6, [10:4]  |
| 2.  | 6. Juli 2009       | Felixstowe        | ITF $10.000  | Rasen             | Jade Windley   | Dalila Jakupović Sarah-Rebecca Sekulic  | 6:1, 6:0          |
| 3.  | 13. Juli 2019      | Frinton           | ITF $10.000  | Rasen             | Jade Windley   | Anna Fitzpatrick Emelyn Starr           | 6:3, 7:5          |
| 4.  | 4. September 2009  | Cumberland        | ITF $10.000  | Hartplatz         | Jade Windley   | Lucia Kovarcikova Monika Tumova         | 6:4, 6:0          |
| 5.  | 9. Mai 2010        | Edinburgh         | ITF $10.000  | Sand              | Amanda Elliott | Tímea Babos Tara Moore                  | 7:65, 6:4         |
| 6.  | 31. Juli 2010      | Chiswick          | ITF $10.000  | Hartplatz         | Emelyn Starr   | Anna Fitzpatrick Jade Windley           | 6:1, 6:4          |
| 7.  | 13. November 2010  | Loughborough      | ITF $10.000  | Hartplatz (Halle) | Jade Windley   | Jana Orlova Petra Krejsová              | 6:3, 5:7, [10:4]  |
| 8.  | 10. November 2013  | Loughborough      | ITF $10.000  | Hartplatz (Halle) | Anna Smith     | Francesca Palmigiano Camilla Rosatello  | 6:0, 4:6, [10:3]  |
| 9.  | 15. November 2013  | Manchester        | ITF $10.000  | Hartplatz (Halle) | Anna Smith     | Eva Wacanno Julia Wachaczyk             | 6:1, 6:4          |
| 10. | 13. Dezember 2013  | Navi Mumbai       | ITF $25.000  | Hartplatz         | Anna Smith     | Oksana Kalaschnikowa Diāna Marcinkēviča | 6:4, 7:65         |
| 11. | 18. Januar 2014    | Glasgow           | ITF $10.000  | Hartplatz (Halle) | Anna Smith     | Martina Borecká Tereza Malíková         | 4:6, 6:2, [10:4]  |
| 12. | 25. Januar 2014    | Sunderland        | ITF $25.000  | Hartplatz         | Anna Smith     | Ágnes Bukta Viktoriya Tomova            | 6:1, 6:1          |
| 13. | 23. Februar 2014   | Nottingham        | ITF $25.000  | Hartplatz (Halle) | Anna Smith     | Naomi Broady Renata Voráčová            | 7:66, 6:4         |
| 14. | 31. März 2014      | Edgbaston         | ITF $25.000  | Hartplatz (Halle) | Anna Smith     | Magda Linette Amra Sadikovic            | 3:6, 7:5, [10:4]  |
| 15. | 2. Juni 2014       | Nottingham        | ITF $75.000  | Rasen             | Anna Smith     | Sharon Fichman Maria Sanchez            | 7:65, 4:6, [10:5] |
| 16. | 26. Juli 2014      | Lexington         | ITF $50.000  | Hartplatz         | Anna Smith     | Shuko Aoyama Keri Wong                  | 6:4, 6:4          |
| 17. | 1. Februar 2015    | Sunderland        | ITF $10.000  | Hartplatz (Halle) | Anna Smith     | Justyna Jegiołka Cornelia Lister        | 6:3, 6:1          |
| 18. | 4. April 2015      | Croissy-Beaubourg | ITF $50.000  | Hartplatz (Halle) | Anna Smith     | Julie Coin Mathilde Johansson           | 7:65, 7:62        |
| 19. | 2. April 2016      | Croissy-Beaubourg | ITF $50.000  | Hartplatz (Halle) | Anna Smith     | Lenka Kunčíková Karolína Stuchlá        | 6:4, 6:1          |
| 20. | 3. September 2016  | Guiyang           | ITF $25.000  | Hartplatz (Halle) | Anna Smith     | Wei Zhanlan Zhao Qianqian               | 6:4, 3:6, [10:5]  |
| 21. | 11. November 2016  | Bratislava        | ITF $25.000  | Hartplatz (Halle) | Anna Smith     | Quirine Lemoine Eva Wacanno             | 6:3, 6:2          |
| 22. | 4. Februar 2017    | Glasgow           | ITF $15.000  | Hartplatz (Halle) | Anna Smith     | Laura-Ioana Andrei Petra Krejsová       | 6:3, 6:2          |
| 23. | 19. August 2017    | Vancouver         | ITF $100.000 | Hartplatz         | Jessica Moore  | Desirae Krawczyk Giuliana Olmos         | 6:1, 7:5          |

## Abschneiden bei Grand-Slam-Turnieren

### Doppel
| Turnier         | 2006 | 2007 | 2008 | 2009 | 2010 | 2011 | 2012 | 2013 | 2014 | 2015 | 2016 | 2017 | Karriere |
| --------------- | ---- | ---- | ---- | ---- | ---- | ---- | ---- | ---- | ---- | ---- | ---- | ---- | -------- |
| Australian Open | —    | —    | —    | —    | —    | —    | —    | —    | —    | —    | AF   | 1    | AF       |
| French Open     | —    | —    | —    | —    | —    | —    | —    | —    | —    | —    | 2    | —    | 2        |
| Wimbledon       | —    | —    | 1    | 2    | 2    | 1    | —    | —    | 1    | 2    | 1    | 2    | 2        |
| US Open         | —    | —    | —    | —    | —    | —    | —    | —    | —    | 1    | —    | —    | 1        |